# 芬斯特拉峰
芬斯特拉峰（Finsteraarhorn，4274米），屬瑞士阿爾卑斯山脈部份伯尔尼山中的最高峰，現屬阿萊奇自然保護區的一部分。
芬斯特拉峰首次登頂者長期存在一些爭議。Johann Rudolf Meyer聲稱與登山導遊 Arnold Abbühl，Joseph Bortes 等人，已於1812年從東南山脊達到峰頂。但現在普遍接受John Percy Farrar 於 Alpine Journal中指出 Jakob Leuthold 及 Johann Währen 等人於1829年8月10日從西北面登頂。

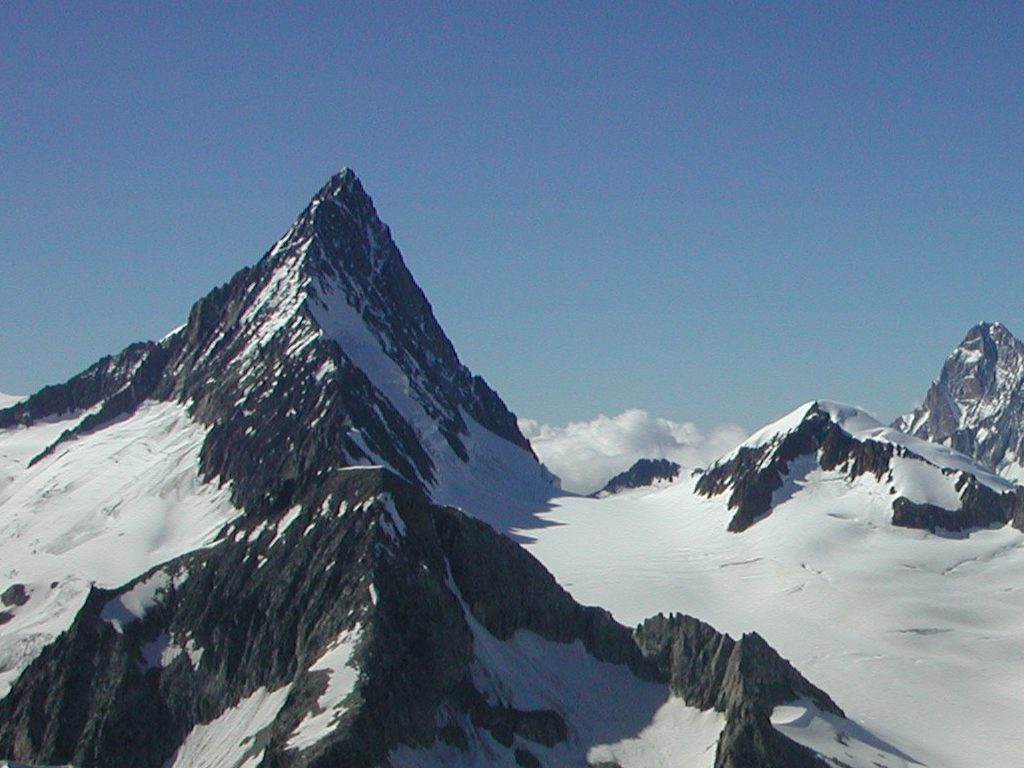

現在幾乎沒有人沿著 Johann Rudolf Meyer 的東南山脊線路攀登這座山。這條線路太長，對一般的登山者來說，難度也太大。
1857年8月13日，一群熱愛阿爾卑斯山的英國人 John Frederick Hardy、William Mathews, Benjamin St John Attwood-Mathews, J.C.W. Ellis 和 Edward Shirley Kennedy 到達了芬斯特拉峰（Finsteraarhorn）峰頂，他們決定，返回倫敦後成立“阿爾卑斯俱樂部”。1857年12月22日，世界上第一家登山俱樂部在倫敦的Ashley賓館舉行成立大會。

## 參看
- 阿爾卑斯山脈
- 阿爾卑斯山脈山峰列表
- 瑞士地理